# Tania González Peñas
Tania González Peñas (Avilés, 18 de octubre de 1982) es una política española, ex-eurodiputada de Podemos y activista social. Entre 2019 y 2022 fue concejala y líder de la oposición en el Ayuntamiento de Avilés por parte Cambia Avilés. 

## Biografía
Tania González es licenciada en ciencias políticas por la Universidad Complutense de Madrid. Antes de ser elegida eurodiputada fue profesora interina de formación y orientación laboral en Laredo (Cantabria). Como activista social, es miembro de distintas asociaciones civiles, como Les Rudes, colectivo feminista de Avilés, o del CSI (Corriente Sindical de Izquierdas de Asturias). Ha publicado diversos artículos de opinión en el periódico español eldiario.es.

## Práctica política
Entre octubre de 2015 y julio de 2019, Tania González fue portavoz de Podemos en el Parlamento Europeo, dentro del Grupo Confederal de la Izquierda Unitaria Europea/Izquierda Verde Nórdica. Además, fue la vicepresidenta de la Delegación para las Relaciones con los Países de la Comunidad Andina, miembro de la Comisión de Transporte y Turismo y suplente tanto de la Comisión de Empleo y Asuntos Sociales como de la Delegación en la Asamblea Parlamentaria Euro-Latina.
Desde su alta como eurodiputada el 11 de septiembre de 2014, ha intervenido 946 veces en plenario y presentado 181 preguntas parlamentarias. Desde las elecciones municipales del año 2019, Tania González Peñas es elegida concejala del Ayuntamiento de Avilés como cabeza de lista de Cambia Avilés, una candidatura de confluencia formada por Podemos e Izquierda Unida. El día 17 de marzo de 2022 Tania González Peñas presentó su dimisión como portavoz municipal de Cambia Avilés, abandonando a su vez el resto de cargos en Podemos con el fin de dedicarse en exclusiva a la docencia. El 18 de marzo de 2022 asistió por última vez a una sesión plenaria del Ayuntamiento de Avilés.